# Ischnocnema guentheri
La rana zancuda misionera (Ischnocnema guentheri) es una especie del género Ischnocnema Reinhardt & Lütken, 1862, perteneciente a la familia de anfibios Brachycephalidae. Es un taxón endémico de las selvas de la Mata atlántica del nordeste de la Argentina, y su prolongación en el sudeste del Brasil.

## Distribución
Se lo encuentra en Brasil en los estados de: Minas Gerais, Río de Janeiro, São Paulo, Paraná, Santa Catarina, Río Grande do Sul; y en el noreste de la Argentina solamente en la provincia de: Misiones. Posiblemente también habite en el este del Paraguay.
En la Argentina fue encontrado en el año 1972 en el arroyo Moncholito (Departamento General Manuel Belgrano), y en 1978 en Dos de Mayo (departamento Cainguás). Finalmente también fueron colectados ejemplares en el parque nacional Iguazú (departamento Iguazú), todas localidades de Misiones.

## Hábitat
Su hábitat natural es la selva de la Mata Atlántica.

## Costumbres
Es poco lo que se sabe de esta especie; posiblemente se alimenta de insectos.

## Reproducción
Se reproduce directamente en tierra, en la hojarasca húmeda del piso de la selva, colocando los huevos en lugares húmedos y protegidos, por ejemplo bajo troncos o piedras del suelo del bosque, desarrollándose directamente allí. Sus huevos son amrillos, en número de 20 a 30, y de tamaño grande.

## Conservación

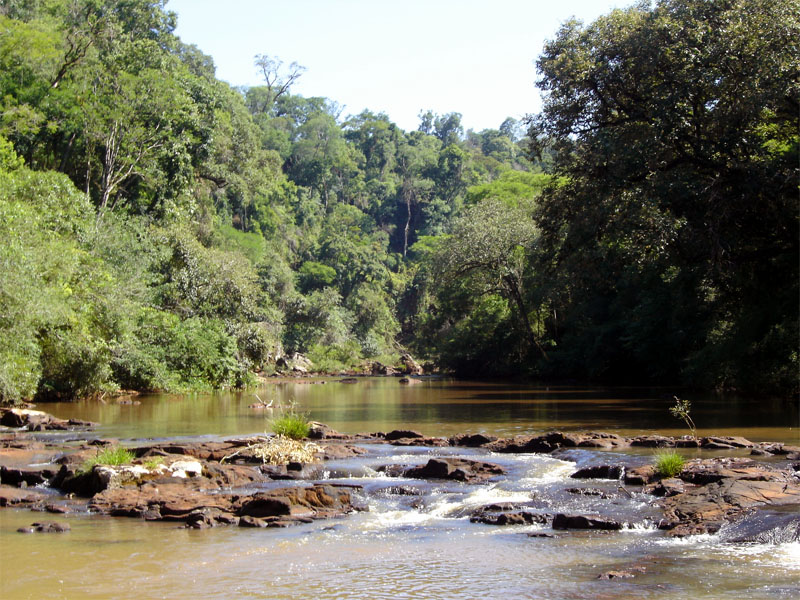
Selva misionera, el ecosistema en que habita esta especie.

Las principales amenazas están relacionadas con la pérdida de hábitat debido a la tala intensiva para la agricultura, las forestaciones, el pastoreo para la ganadería, la extracción de madera, los incendios, y los asentamientos humanos. Igualmente es una especie abundante, por ello IUCN lo categoriza como de «Preocupación menor».
En el Brasil es protegida en numerosas áreas de conservación. En la Argentina se la encuentra en por lo menos un área protegida: el parque nacional Iguazú.

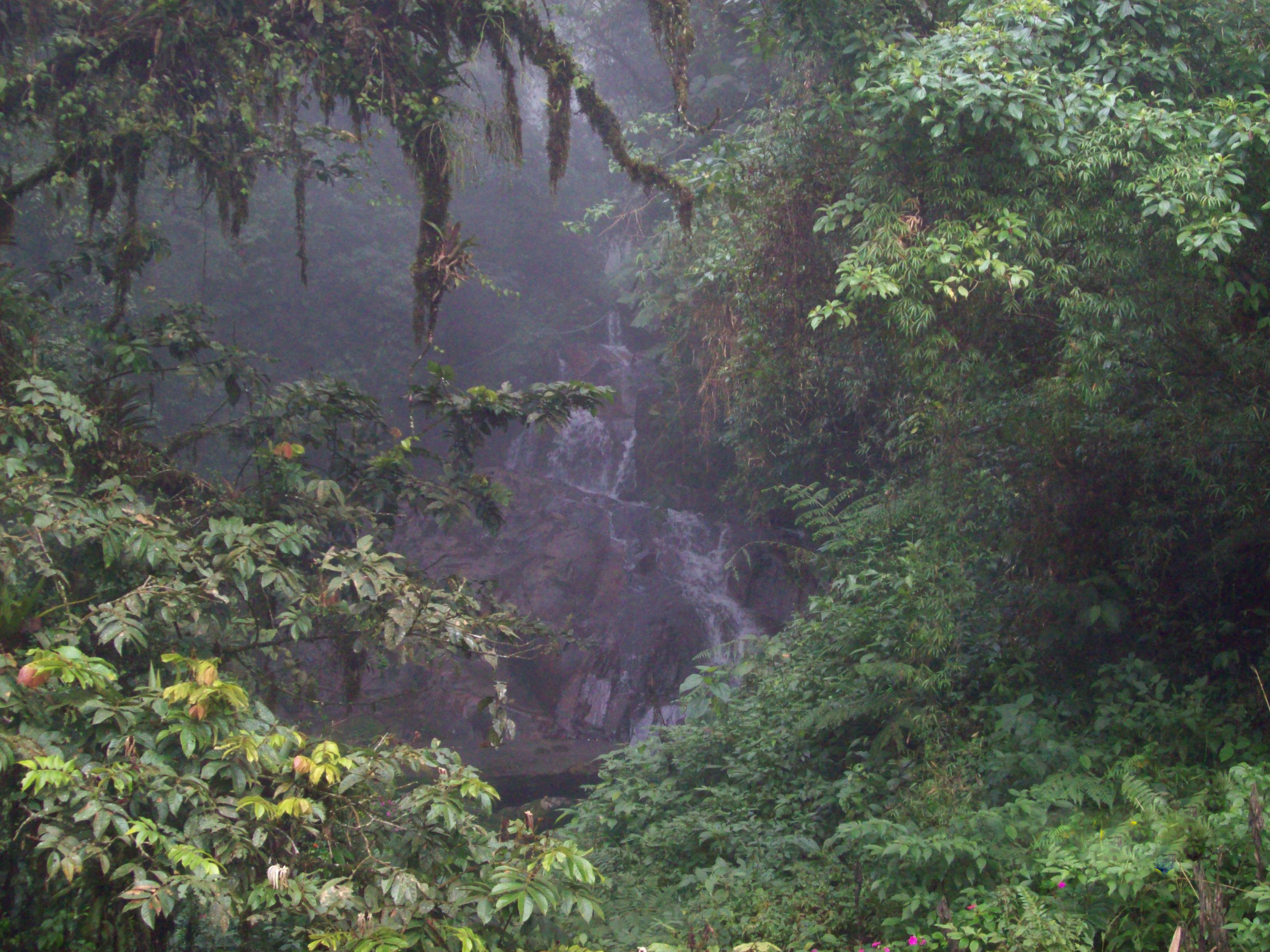
La Mata Atlántica, el ecosistema en que habita esta especie.

## Publicación original
Steindachner, 1864 : Batrachologische Mittheilungen. Verhandlungen der Kaiserlich-Königlichen Zoologisch-Botanischen Gesellschaft in Wien, vol. 14, p. 239–288.